# Juliana z Nikomédie

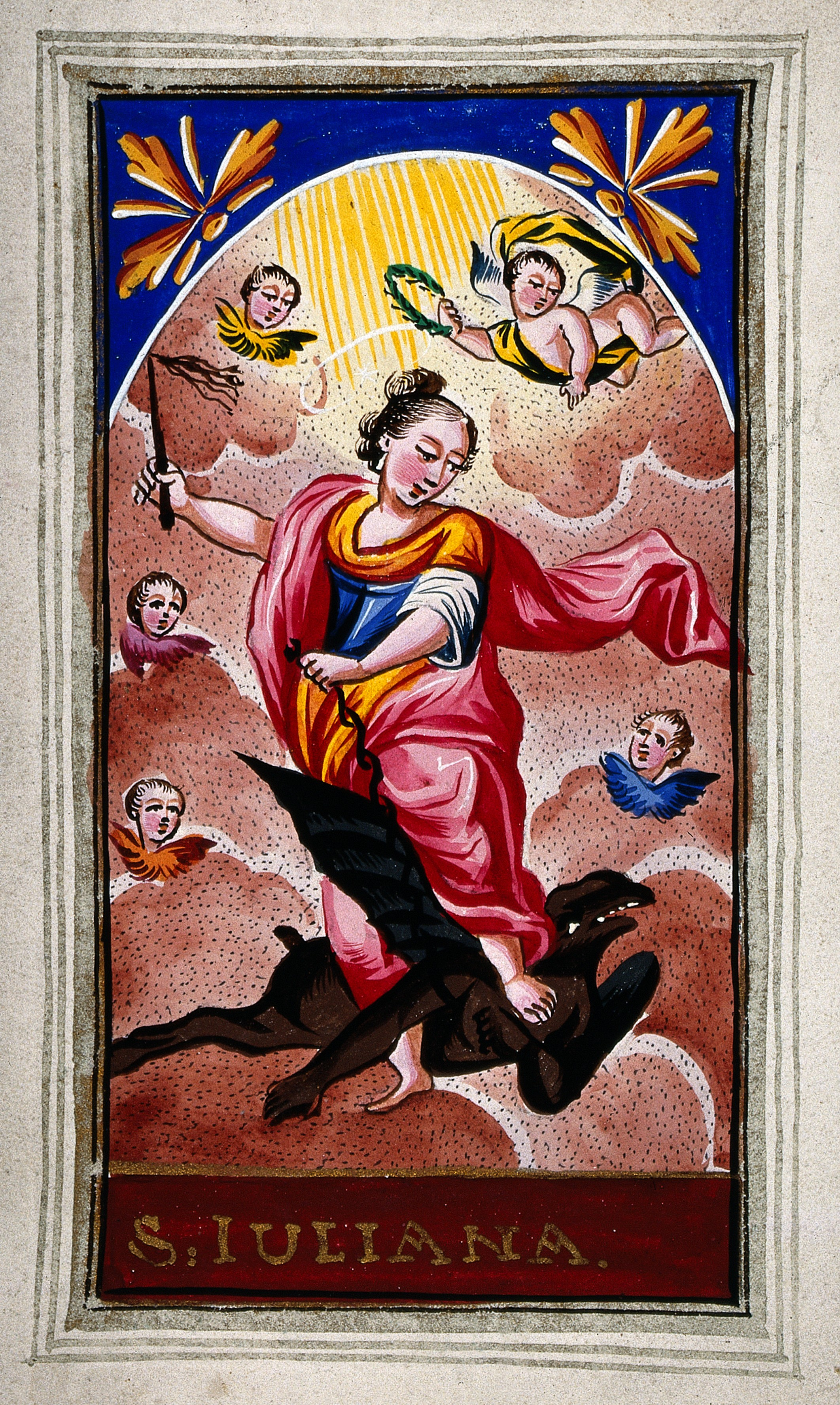
Svatá Juliana (kvaš)

Svatá Juliana (řec. ᾿Ιουλιανή) z Nikomédie, někdy též zvaná Juliana z Cumae, je panna a mučednice, která byla umučena pro víru v Krista na počátku IV. století. Úcta k ní se ve středověku rozšířila po celé Evropě, značné obliby dosáhla světice zejména v Nizozemí.

## Legenda
Za panování císaře Maximiana žila v Nikomédii šlechetná panna, jež se jmenovala Juliana. Narodila se kolem roku 285 a vynikala rodem, bohatstvím i krásou. Její rodiče byli pohané a vedli dceru k modloslužebnictví, ona však tajně přijala křesťanství. Ve věku devíti let ji otec zasnoubil s urozeným a zámožným Římanem, který se jmenoval Eleusius; byl to správce a soudce města Nikomedie. Když Juliana dosáhla věku osmnácti let, chystali rodiče svatbu s Eleusiem. Tu však Juliana vyznala, že je křesťankou a že vstoupí do manželství s Eleusiem jen tehdy, když se i on odřekne model a stane se křesťanem.
Toto neočekávané vyznání zarmoutilo jak ženicha, který se ovšem nechtěl připojit k tehdy pronásledovaným křesťanům, tak i otce, jemuž se zhroutily sny o šťastné budoucnosti jeho dcery. Otec (jmenoval se Afrikanus) přemlouval Julianu všemožně, aby se zřekla křesťanství a neničila si život. Ona ale odpírala, a proto Afrikanus přikročil i k tělesným trestům. Když nakonec zjistil, že dceru nepřesvědčí, odevzdal ji Eleusiovi, jejímu snoubenci, aby s ní naložil, jak uzná za vhodné.
Eleusius se též nejprve snažil oblomit ji sladkými slovy a různými sliby, Juliana však stála na svém. Řekla mu, že se za něho mileráda provdá, ale jen tehdy, když i on přijme křesťanskou víru. Eleusius, který měl strach z hněvu císařova, se velice rozzuřil a nařídil svou nevěstu vysvléknout, nahou pověsit za vlasy na strom, zmrskat a polévat roztaveným olovem. Pak ji dal uvrhnout do žaláře.
V žaláři k ní přistoupil anděl a naváděl jí, aby se nedala dále mučit, ale raději se poddala Eleusiovi. Svatá Juliana dle té řeči poznala, že pod andělskou podobou se skrývá ďábel, který se ji snaží pokoušet a odvrátit od Krista. Okamžitě se na ďábla vrhla, třásla s ním a on se musel přiznat a odložit tvářnost andělskou. Světice ho zbila a nakonec ho svázala řetězem. Když si ji Eleusius opět předvolal, vedla ďábla na řetěze a cestou ho svrhla do hluboké propasti.

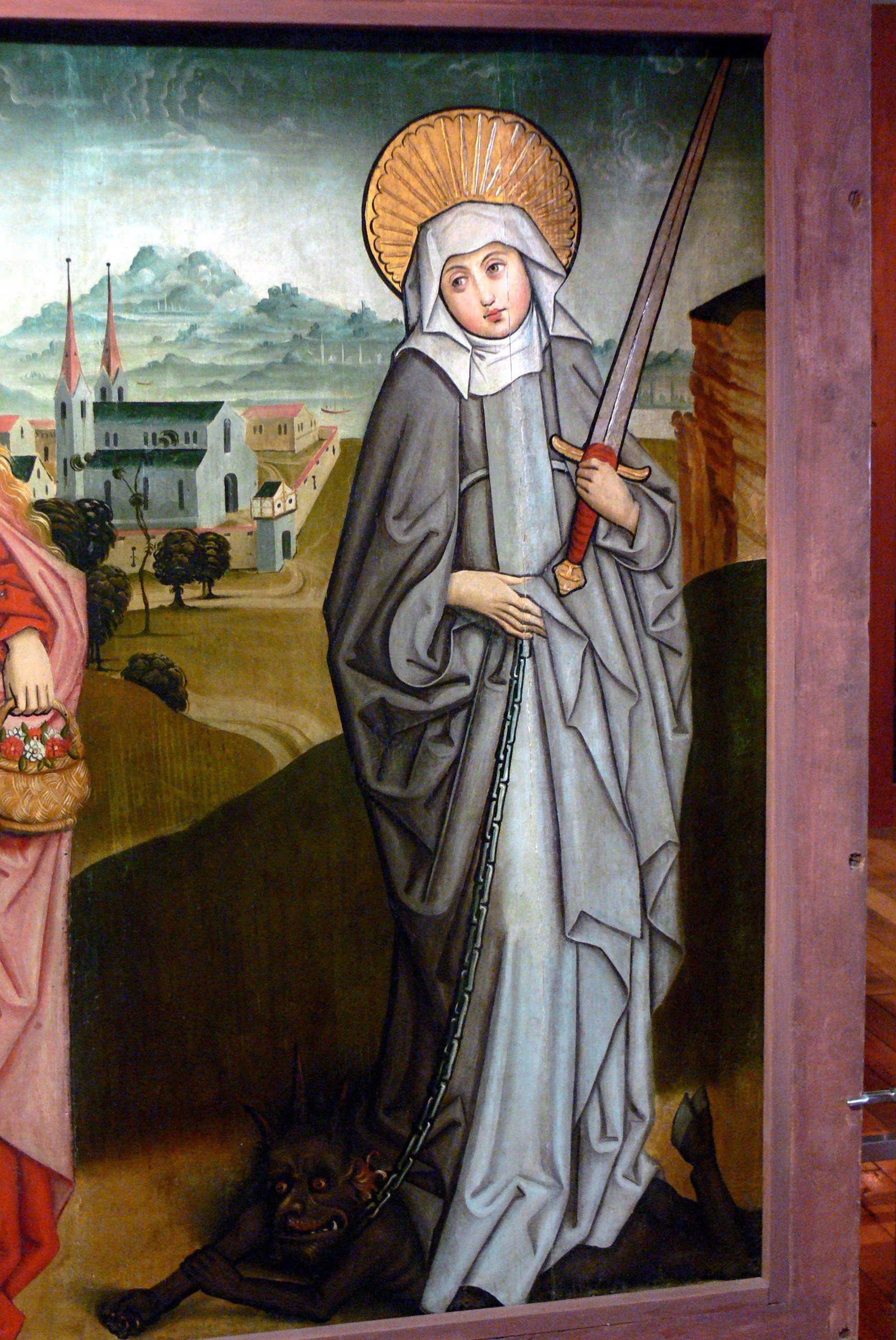
Svatá Juliana (Oberhausmuseum, Pasov)

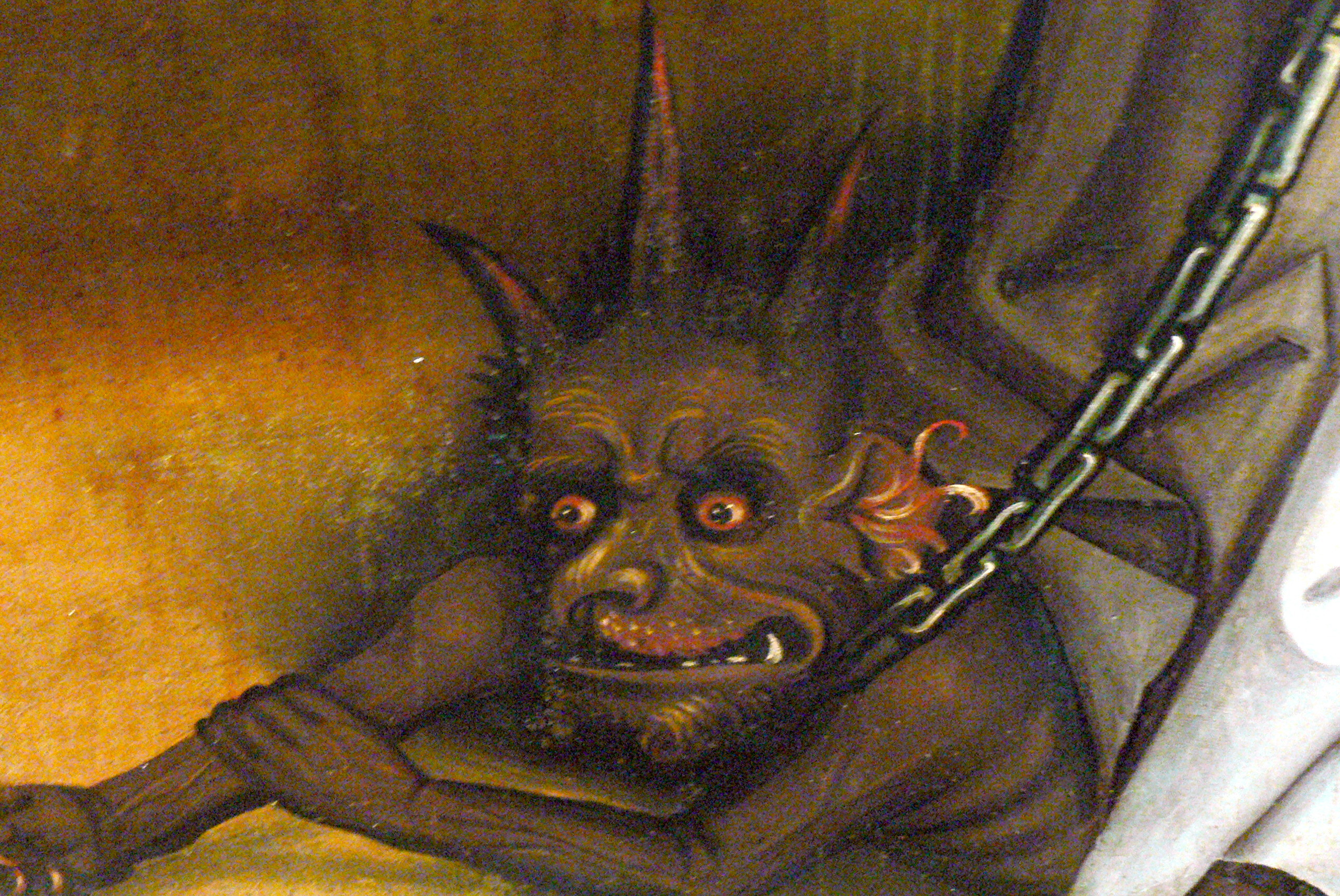
Detail hlavy ďábla (Svatá Juliana; Oberhausmuseum, Pasov)

Eleusius se domníval, že žalář zmučenou pannu zlomil, ale ona opět vyznala svou věrnost Ježíši Kristu. Proto byla vpletena do kola, které bylo pobito ostrými ostny, pak vržena do ohně a do roztaveného žhavého olova. Díky zázračné pomoci Boží jí ani toto mučení neublížilo. Byla tedy nakonec dne 16. února 304 sťata mečem.

## Kult a zbožná tradice
Křesťané chtěli tělo svaté Juliany převézt z Nikomedie do Říma. Mořská bouře je však přinutila přistát na pobřeží Kampánie v jižní Itálii a ostatky světice byly uloženy v Puteoli (Pozzuoli). Později (v 6. století) se dostaly do města Cumae a v roce 1207 byly slavnostně přeneseny do Neapole. Částečky ostatků sv. Juliany chovají některá města ve Španělsku a zejména Brusel, hlavní město Belgie.
Úcta k svaté panně a mučednici Julianě se ve středověku rozšířila po celé Evropě. Byla vzývána jako ochránkyně před pokušením od zlého ducha, jako patronka těhotných žen, osob trpících horečkou a infekčními chorobami. Staroanglický básník Cynewulf složil v druhé polovině 8. století skladbu Juliana (dochovalo se 731 veršů), která je založena na legendě o životě světice. Cynewulf vyzdvihl neposkvrněný charakter sv. Juliany, její odolnost proti nástrahám ďáblovým i bestiálnímu mučení. Eleusius dle Cynewulfa za trest utonul i se svou družinou v hrozné mořské bouři.
Legenda o sv. Julianě byla přeložena také do češtiny a z období baroka známe i její veršované zpracování, epickou píseň, kterou Jan Josef Božan zahrnul do kancionálu Slavíček rájský na stromě života, slávu Tvorci svému prozpěvující (vytištěn v roce 1719).
Svátek sv. Juliany se slaví 16. února v římskokatolické církvi a 21. prosince ve východních, pravoslavných církvích. Pokud tyto církve užívají ještě juliánského kalendáře, pak 21.12. dle juliánského kalendáře připadá na 3. 1. dle gregoriánského kalendáře.
Svatá Juliana je zobrazována s ďáblem, který jí leží u nohou a ona ho drží na řetěze, popř. je zobrazen i její boj s ďáblem. Dále jsou znázorňovány různé způsoby jejího mučení, např. jak byla zavěšena za vlasy nebo je vyobrazena v kotli nad ohněm. K jejím atributům náleží též meč, palma a jiné odznaky mučedníků.